# Oskar Siebert (Musiker)
Oskar Siebert (* 20. Juni 1923 in Neukirchen vorm Wald; † 28. Mai 2009) war ein deutscher Musiker (Violine, Gitarre) und Komponist.

## Leben und Wirken
Oskar Sieberts Vater Erwin Siebert war Rom und Geigenbauer in der vierten Generation, seine Mutter Katarina Aleksandra Gutkina war eine jüdische Russin (die er 1918 als deutscher Kriegsgefangener in Moskau kennen gelernt hatte). Oskar wuchs im Berliner Bezirk Wedding auf und erhielt ab 1927 Geigenunterricht bei Richard Goldmann, einem Geiger an der Staatsoper. Ab 1933 besuchte er ein musisches Gymnasium; ab 1937 die Musikhochschule, die er bereits im folgenden Jahr wegen der Rassegesetze für „Nichtarier“ verlassen musste. Er spielte nachts Geige oder Gitarre in Bars und Clubs; schließlich konnte er seine Studien (Geige und Komposition) am Klindworth-Scharwenka-Konservatorium fortsetzen; bevor er 1941 verhaftet wurde, zur Rassehygienischen Forschungsstelle in Dahlem gebracht wurde und den Arbeitsdienst in Wuppertal ableisten musste. Nach dem Transport in das KZ Mauthausen geriet er in eine Musikkapelle, die für die Wachmannschaft „Alpenland“ im KZ spielen musste. 1943 wurde er mit seinem Bruder Egon zur Organisation Todt gebracht, wo sie beim Bau von Bunkern und Raketen-Abschussrampen und an der französischen Atlantikküste eingesetzt wurden. Mit dem Rückzug der Wehrmacht aus Frankreich wurde er wieder in das KZ Mauthausen verbracht.
1945 gelang ihm die Flucht mit einem Kohlentransport Richtung Berlin. 1946 hatte er als Musiker erste Auftritte unter dem Künstlernamen Bob Siebert mit einem eigenen Sextett in Alliiertenklubs und im Radiosender RIAS; 1947 kam es zu einer Begegnung mit Django Reinhardt. Von 1950 bis 1954 arbeitete er in den Vereinigten Staaten in verschiedenen Bands und Tanzorchestern, wie bei Tommy Dorsey und Les Paul. Daneben hatte er in Los Angeles Kompositionsunterricht bei Arnold Schönberg. Nach seiner Rückkehr nach West-Berlin lebte Siebert mit seiner Familie in Reinickendorf und war Mitglied des RIAS Tanzorchesters unter Leitung von Kurt Edelhagen und Fernsehorchestern. Ab den 1980er Jahren beschäftigte er sich verstärkt mit dem Komponieren und schrieb eine Reihe von Liedern und kammermusikalischen Werken. Kurz vor seinem Tod veröffentlichte er seine Autobiografie Ich spielte um mein Leben. Von der illegalen Musikkapelle in Mauthausen zum Berliner Tanzorchester (2008).

## Werke
- Ich spielte um mein Leben. Von der illegalen Musikkapelle in Mauthausen zum Berliner Tanzorchester. Eigenverlag, Berlin 2008, OCLC 263735421.